# Cool túra
A Cool túra (eredeti cím: Road Trip) 2000-es amerikai filmvígjáték, melynek rendezője Todd Phillips, forgatókönyvírói Scot Armstrong és Phillips. A főszerepben Breckin Meyer, Seann William Scott, Paulo Costanzo és DJ Qualls látható.
Az Amerikai Egyesült Államokban 2000. május 19-én bemutatott film vegyes kritikai visszajelzéseket kapott, de bevétel szempontjából jól teljesített.
A film DVD-s folytatása 2009-ben jelent meg Cool túra 2. – A sörpingpong címmel, az eredeti főszereplők közül egyedül Qualls tűnik fel benne.

## Rövid történet
Négy egyetemista barát hosszú autóútra indul, hogy visszaszerezzenek egy véletlenül elküldött, kompromittáló videókazettát egyikük barátnőjétől.

## Cselekmény
Josh Parker és Tiffany Henderson gyerekkori barátok, középiskolai szerelmesek voltak és megpróbálnak távkapcsolatot kialakítani, mivel a férfi az Ithacai Egyetemre, a nő pedig az Austini Egyetemre jár. A férfi azonban ideges lesz, amikor nem tudja elérni a nőt, és fél a hűtlenségétől. Ennek ellenére rendszeresen küld neki videóra vett üzeneteket.
Josh megkéri barátját, Rubint, hogy küldje el a kazettát Tiffanynak. Josh-sal ókori filozófiaprofesszora közli, hogy a félévközi vizsgán legalább B+-t kell elérnie, hogy átmenjen félévkor. Bár még mindig aggódik Tiffany miatt, Josh legjobb barátja, E.L. meggyőzi Josht, hogy vegye észre Beth Wagner érdeklődését. Jacob, a filozófia tanársegéd (Beth megszállottja) féltékenysége miatt ellenségesen viselkedik Josh-sal szemben. E.L. buliján több nőt is „elárverez”, köztük Beth-t is. Jacobtól megijedve ráveszi Josh-t, hogy licitáljon túl rajta, így Josh „megnyeri” Beth társaságát az estére. Ezután Josh szobájába mennek és az ágyban kötnek ki, majd együttlétüket videón is rögzítik.
Másnap reggel Josh nagyon jó hangulatban érkezik a szobájába, és bevallja, hogy lefeküdt Beth-szel. Amikor a barátai lejátsszák a felvételt, azt hiszik, Rubin aznap reggel véletlenül a szexvideót küldte el Tiffanynak, összekeverve a másikkal. Josh ekkor meghallgat egy hangüzenetet Tiffanytól, hogy nem hívta fel, mert meghalt a nagyapja és hétfőig nem lesz a suliban.
E.L., Rubin és Josh megkéri Kyle-t, tartson velük egy kirándulásra, mert szükségük van az apja autójára. Kyle félénk, magányos, aki állandó félelemben él túlságosan szigorú apja, Earl Edwards miatt. Elindulnak, hogy három nap alatt megtegyék a majdnem 3000 km-t Austinig és vissza, miközben barátjukat, Barryt bízzák meg, hogy vigyázzon Mitchre, az óriáskígyójukra.
Miután Bedfordban elhagyják az autópályát, hogy egy „rövidebbnek” gondolt úton haladjanak, egy összeomlott kis hídhoz érnek, és rájönnek, hogy öt órát fognak pazarolni a visszaútra. E.L. és Rubin meggyőzi a többieket, ugrassák át az árkot. Kyle tiltakozása ellenére sikeresen átugratnak az árkon, de az autó a landuláskor súlyos károkat szenved. Gyalog folytatják útjukat, és megállnak egy motelnél. A gyanús külsejű motelpultostól Rubin megpróbál marihuánát venni, de közlik vele, hogy Kyle hitelkártyája lemerült. Közlekedési lehetőség után kutatva E.L. rábeszél egy vak nőt, Brendát egy vakok iskolájában, hogy engedje felszállni őket az egyik buszra a „javítások” miatt, és így folytatják az utat. Eközben Kyle apja, Earl felfedezi, hogy a fia lemerítette hitelkártyáját. Earl azt hiszi, a fiát elrabolták, és kerestetni kezdi Kyle-t. A rendőrség közli vele, hogy a kocsit összetörve megtalálták, de a fia eltűnt.
Útjuk során számos kalandba keverednek: Kyle egy diákszövetségben elveszti a szüzességét, ketten pénzt gyűjtenek egy spermabankba való „befizetésekkel” és meglátogatják Barry nagyszüleit is. Mivel Josh könyvei megsemmisültek az autóbalesetben, felhívja a professzorát, hogy haladékot kérjen a félévi vizsgájára. Jacob veszi fel a telefont, és a professzornak adva ki magát hamis haladékot ad.
Miközben Barry eteti a kígyót, Beth keresi Josh-t; Barry elmondja neki, hogy Josh beleszeretett a lányba. Jacob besétál, és elmondja nekik, hogy Josh hamarosan megbukik filozófiából, mert elhitette vele, hogy megismételheti a vizsgát. Mitch megharapja Barry kezét, a dulakodás végén Mitch Jacobon landol és addig szorítja a nyakát, amíg az el nem veszti az eszméletét.
Tiffany kollégiumába érve Josh megszerzi a kazettát, éppen akkor, amikor a lány megérkezik. Earl is beront, dühösen a kocsi és a hitelkártya miatt és azzal fenyegetőzik, hogy magával viszi Kyle-t. Kyle szembeszáll vele, kijelentve, hogy visszamegy a barátaival az iskolába. Earl rátámad, és minilázadás tör ki. Josh és Tiffany visszavonulnak beszélgetni, de nem sokra rá Beth felhívja, hogy figyelmeztesse Jacob átverésére (48 órája van, hogy visszamenjen az iskolába, különben megbukik a félévközi vizsgán, a kurzuson, és esetleg kirúgják a főiskoláról). Amíg Josh telefonál, addig Tiffany elkezdi nézni a felvételt, amin semmi más nincs, csak Barry, aki a kamerát bámulja. Ő és Josh megegyeznek, hogy szakítanak, de barátok maradnak. Ezután Josh és a csapat visszasiet, hogy megírják a félévi vizsgát – végül egy órát késve érkeznek meg. Kiderül, hogy valaki bombariadót jelentett be, így a vizsga még nem kezdődött el, Josh pedig még időben érkezik. A névtelen bejelentő Beth volt, aki hajlandó adni neki egy esélyt.
A történet végén Barry elmondja, mi lett a főszereplőkkel: Josh és Beth összejöttek és privát szexvideókat készítenek. Kyle kibékült apjával, és bemutatta neki új barátnőjét. E.L. a prosztatamasszázs óta újra kedveli a szexet, Rubin addig keresztezte a marihuána növényeket, amíg ki nem fejlesztett egy olyan fajtát, amely kétszer olyan erős, mint a hagyományos marihuána, de a drogtesztek nem mutatják ki. Ezért a felfedezésért a Time magazin az év emberének választja. Jacob egy szekta vezetőjeként tömeges öngyilkosságot akart elkövetni, de elsőként itta meg a mérgező főzetet és utána senki sem követte őt.

## Szereplők
| Szereplő                | Színész             | Magyar hang         |
| ----------------------- | ------------------- | ------------------- |
| Josh Parker             | Breckin Meyer       | Markovics Tamás     |
| E.L. Faldt              | Seann William Scott | Holl Nándor         |
| Beth Wagner             | Amy Smart           | Vadász Bea          |
| Rubin Carver            | Paulo Costanzo      | Bodrogi Attila      |
| Kyle Edwards            | DJ Qualls           | Breyer Zoltán       |
| Tiffany Henderson       | Rachel Blanchard    | Murányi Tünde       |
| Barry Manilow           | Tom Green           | Barabás Kiss Zoltán |
| Jacob Schultz           | Anthony Rapp        | Epres Attila        |
| Earl Edwards            | Fred Ward           | Ujlaki Dénes        |
| motel portása           | Andy Dick           | Fesztbaum Béla      |
| Ed Bradford             | Ethan Suplee        |                     |
| ál-Tiffany              | Jessica Cauffiel    | Jessica Cauffiel    |
| Brenda, vak lány        | Mary Lynn Rajskub   |                     |
| nő a látogatócsoportban | Rhoda Griffis       | Roatis Andrea       |
| Corky, a kutya (hangja) | Jimmy Kimmel        | Garai Róbert        |
| Clayton                 | Todd Phillips       |                     |

## Filmzene
Számcím, (előadó)
- 1, Mr. E's Beautiful Blues (Eels)
- 2, e.m.s.p. (Kid Rock, feat. Uncle Kracker)
- 3, Early Morning (Jungle Brothers)
- 4, It's Tricky (Run D.M.C.)
- 5, Anything, Anything (I'll Give You) (Buckcherry)
- 6, Fortune & Fame (KGB)
- 7, Pumping On Your Stereo (Supergrass)
- 8, Lovin' Machine (Jon Spencer Blues Explosion)
- 9, I Wanna Rock (Twisted Sister)
- 10, Voodoo Lady (Ween)
- 11, I'm Gonna Fall (Ash)
- 12, Inside My Love (Minnie Riperton)[3]

## Fordítás
- Ez a szócikk részben vagy egészben  a   Road Trip (film) című angol Wikipédia-szócikk fordításán alapul.  Az eredeti cikk szerkesztőit annak laptörténete sorolja fel. Ez a jelzés csupán a megfogalmazás eredetét és a szerzői jogokat jelzi, nem szolgál a cikkben szereplő információk forrásmegjelöléseként.